# UFC Fight Night: Cyborg vs. Lansberg
UFC Fight Night: Cyborg vs. Lansberg var en MMA-gala som arrangerades av Ultimate Fighting Championship och ägde rum 24 september 2016 i Brasília i Brasilien. 

## Resultat
1. ↑  Catchweight 140 lbs.[2]
2. ↑  Catchweight 158 lbs.[3]